# BP Circini
BP Circini är en dubbelstjärna i den mellersta delen av stjärnbilden Cirkelpassaren. Den har en skenbar magnitud av ca 7,37 - 7,71 och kräver åtminstone en stark handkikare eller ett mindre teleskop för att kunna observeras. Baserat på parallax enligt Gaia Data Release 2 på ca 1,0 mas, beräknas den befinna sig på ett avstånd på ca 3 300 ljusår (ca 1 000 parsek) från solen. Den rör sig närmare solen med en heliocentrisk radialhastighet på ca -16 km/s.

## Egenskaper
Primärstjärnan BP Circini A är en gul till vit ljusstark jättestjärna av spektralklass F2/3 II. Den är en Cepheidvariabel med låg amplitud och uppvisar speciella metallinjer i dess spektrum. Den har en massa som är ca 5 solmassor, en radie som är ca 30 solradier och har ca 917 gånger solens utstrålning av energi från dess fotosfär vid en effektiv temperatur av ca 6 400 K.

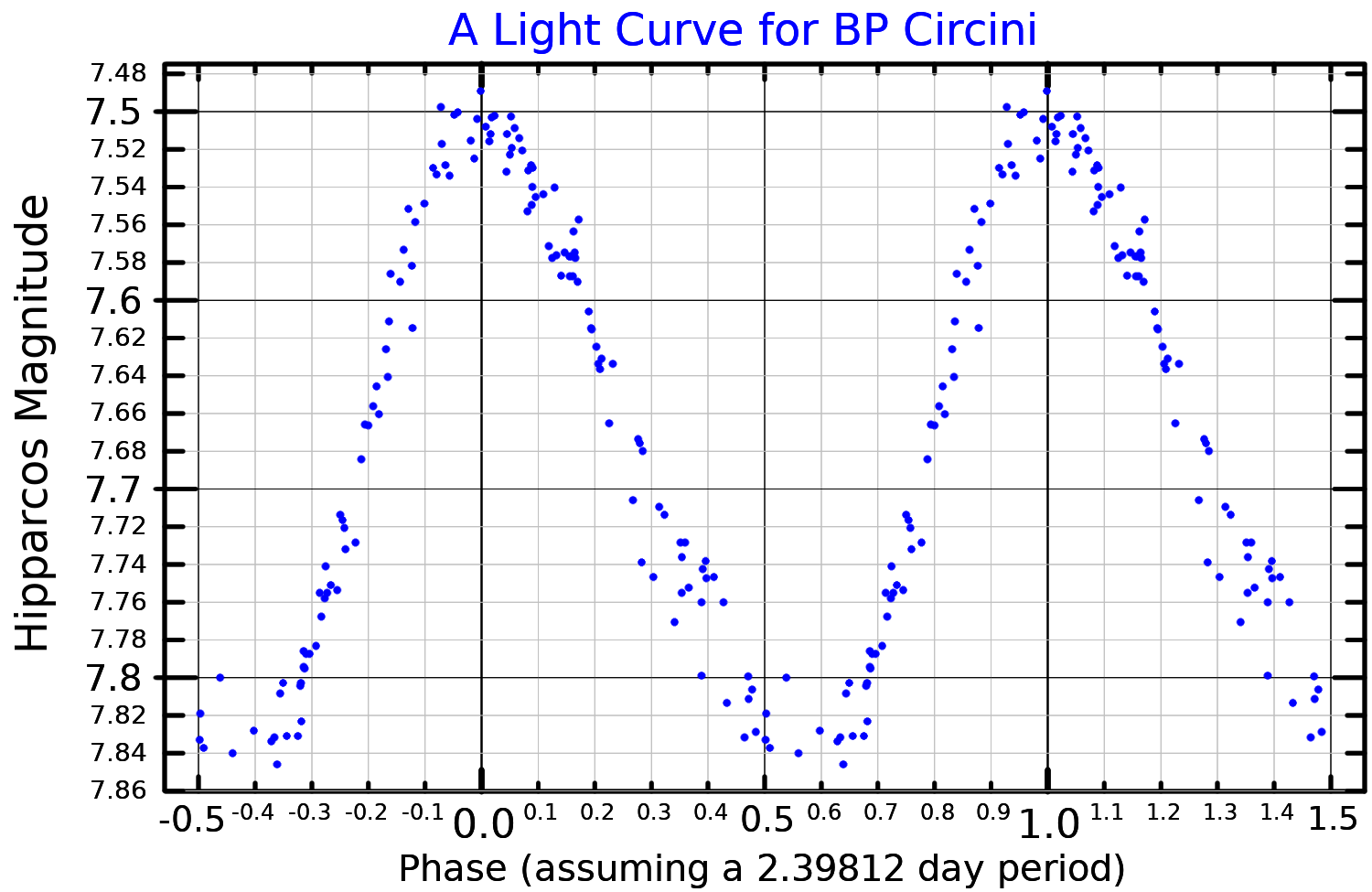
Ljuskurva för BP Circini upptagen av data från Hipparcos.

BP Circini är en spektroskopisk dubbelstjärna med en omloppsperiod på 20 år i en bana med en halv storaxel på 15,8 AE. Följeslagaren BP Circini B är en stjärna i huvudserien av spektralklass B6 V med en massa av 4,7 solmassor och en effektiv temperatur av 16 000 K.  Variabiliteten, som upptäcktes 1979 av D. W. Kurtz, har en period av 2,39810 dygn.